# Мінімальний простий ідеал
В абстрактній алгебрі простий ідеал P називається мінімальним простим ідеалом над ідеалом I якщо він є мінімальним (щодо включення) простим ідеалом, що містить I. Зокрема якщо I є простим ідеалом, то I є єдиним мінімальним простим ідеалом над собою. Простий ідеал називається мінімальним простим ідеалом якщо він є мінімальним простим ідеалом над нульовим ідеалом.

## Приклади
- В комутативному кільці Артіна довільний максимальний ідеал є мінімальним простим ідеалом.
- В області цілісності єдиним мінімальним простим ідеалом є нульовий ідеал.
- В кільці цілих чисел Z, мінімальними простими ідеалами, що містять головний ідеал (n) є головні ідеали (p), де p є простими дільниками n.  Єдиним мінімальним простим ідеалом є сам нульовий ідеал, оскільки цілі числа є областю цілісності. Подібні твердження справедливі і для довільного кільця головних ідеалів.
- Якщо I є p-примарним ідеалом (наприклад степінь p), доді p є єдиним мінімальним простим ідеалом над I.
- Ідеали {\displaystyle (x)} і {\displaystyle (y)} є мінімальними простими ідеалами в кільці {\displaystyle \mathbb {C} [x,y]/(xy)} оскільки вони містять нульовий ідеал (який не є простим, оскільки {\displaystyle x\cdot y=0\in (0)}, але ні {\displaystyle x} ні {\displaystyle y} не є елементами нульового ідеалу) і не містяться в жодному іншому простому ідеалу.
- В кільці {\displaystyle \mathbb {C} [x,y,z]} мінімальними простими ідеалами над ідеалом {\displaystyle ((x^{3}-y^{3}-z^{3})^{4}(x^{5}+y^{5}+z^{5})^{3})} є ідеали {\displaystyle (x^{3}-y^{3}-z^{3})} і {\displaystyle (x^{5}+y^{5}+z^{5})}.

## Властивості
Всі ідеали нижче вважаються комутативними і містять одиничний елемент.
- Кожен власний ідеал I в кільці має хоча б один мінімальний простий ідеал над I. Доведення є типовим використанням леми Цорна.[1] Будь-який максимальний ідеал, що містить I є простим тому множина простих ідеалів, що містять I є непустою. Перетин спадної послідовності простих ідеалів є простим ідеалом. Тому згідно леми Цорна множина простих ідеалів, що містять I має мінімальний елемент, що є мінімальним простим ідеалом над I.
- В нетеровому кільці, над кожним ідеалом є лише скінченна кількість мінімальних простих ідеалів.[2][3]

Позначимо {\displaystyle {\mathcal {F}}} множину всіх ідеалів {\displaystyle I} нетерового кільця {\displaystyle R} для яких множина всіх мінімальних простих ідеалів {\displaystyle Min(I)} є нескінченною. Припустимо, що {\displaystyle {\mathcal {F}}\neq \emptyset } . Тоді ця множина має максимальний елемент {\displaystyle I}.
Ідеал {\displaystyle I} очевидно не є простим і тому  {\displaystyle \exists a,b\not \in I:ab\in I}. Оскільки {\displaystyle R} є нетеровим кільцем то кожен його ідеал є скінченнопородженим і зокрема {\displaystyle I=(r_{1},\ldots ,r_{n}).}
Позначимо {\displaystyle J_{1}=(r_{1},\ldots ,r_{n},a)}, {\displaystyle J_{2}=(r_{1},\ldots ,r_{n},b).} Тоді {\displaystyle I\subset J_{1},\;\;I\subset J_{2}}  і також {\displaystyle J_{1}J_{2}\subset I.} Оскільки {\displaystyle I} є максимальним елементом у {\displaystyle {\mathcal {F}}} то множини {\displaystyle Min(J_{1})} і {\displaystyle Min(J_{2})} є скінченними.
Нехай тепер {\displaystyle P\in Min(I)}, і оскільки {\displaystyle ab\in I\subset P} і {\displaystyle P} є простим ідеалом, то {\displaystyle a\in P} або {\displaystyle b\in P.} Звідси за означеннями {\displaystyle J_{1}\subset P} або {\displaystyle J_{2}\subset P}. Тобто {\displaystyle P} належить {\displaystyle Min(J_{1})} або {\displaystyle Min(J_{2}).} Як наслідок {\displaystyle Min(J_{1})} або {\displaystyle Min(J_{2})} має бути нескінченною множиною. Але це суперечить максимальності ідеалу {\displaystyle I} і завершує доведення.
- Радикал ідеалу {\displaystyle {\sqrt {I}}} є рівним перетину мінімальних простих ідеалів над I.[4]
- Нехай {\displaystyle {\mathfrak {p}}} — мінімальний простий ідеал кільця {\displaystyle R}. Кожен елемент максимального ідеалу локалізації {\displaystyle R_{\mathfrak {p}}} є нільпотентним. Якщо {\displaystyle R} є редукованим кільцем, то {\displaystyle R_{\mathfrak {p}}} є полем.

Якщо {\displaystyle x\in {\mathfrak {p}}R_{\mathfrak {p}}} не є нільпотентним то існує простий ідеал кільця {\displaystyle R_{\mathfrak {p}}}, що не містить {\displaystyle x} (оскільки перетин простих ідеалів є рівним нільрадикалу). Але тоді у {\displaystyle R} існує простий ідеал, що є власною підмножиною {\displaystyle {\mathfrak {p}}} і це суперечить мінімальності останнього. Якщо {\displaystyle R} є редукованим кільцем, то таким є і {\displaystyle R_{\mathfrak {p}},} тобто єдиним нільпотентним елементом є 0 і з попереднього {\displaystyle {\mathfrak {p}}R_{\mathfrak {p}}=0.} Тобто {\displaystyle R_{\mathfrak {p}}} є полем.
- Усі елементи довільного мінімального простого ідеалу є дільниками нуля.[5] Якщо кільце є редукованим, то навпаки кожен дільник нуля є елементом деякого мінімального простого ідеалу.

Нехай {\displaystyle {\mathfrak {p}}} мінімальний простий ідеал кільця {\displaystyle R}. Розглянемо мультиплікативну множину {\displaystyle {\rm {\,S\,}}} породжену множинами {\displaystyle R\setminus {\mathfrak {p}}} і {\displaystyle R\setminus Z,\ } де {\displaystyle {\rm {\,Z}}} є множиною всіх дільників нуля у {\displaystyle R} (включно і з {\displaystyle 0).\,} Тоді {\displaystyle {\rm {\,0\not \in S\ }}} (якщо {\displaystyle {\rm {\,0=a\,b,}}} {\displaystyle {\rm {\ a\in R\setminus {\mathfrak {p}},\ }}} {\displaystyle {\rm {\ b\in R\setminus Z\ }}} то мало б бути {\displaystyle {\rm {\Rightarrow b\in Z).}}} Тому існує ідеал {\displaystyle {\rm {\,Q\,}}} який є максимальний з ідеалів, що не містить {\displaystyle {\rm {\,S.\,}}} До того ж {\displaystyle {\rm {\,Q\,}}} є простим (теорема віддільності у статті Простий ідеал). Але {\displaystyle {\rm {\,S\,\supset \,R\setminus {\mathfrak {p}}\cup R\setminus Z\ }}} тому {\displaystyle Q\subset {\mathfrak {p}}\cap Z,\,} і з мінімальності {\displaystyle {\rm {\,{\mathfrak {p}}\,}}} випливає, що {\displaystyle {\rm {\,{\mathfrak {p}}=Q\subset Z,}}} тобто всі елементи {\displaystyle {\mathfrak {p}}} є дільниками нуля.
Для редукованого кільця {\displaystyle R} якщо xy = 0 і {\displaystyle y\not \neq 0,} то існує мінімальний простий ідеал {\displaystyle {\mathfrak {p}}} якому не належить y. Тоді {\displaystyle x\in {\mathfrak {p}}.}
- Простий ідеал {\displaystyle {\mathfrak {p}}} кільця R є єдиним мінімальним простим ідеалом над ідеалом I якщо і тільки якщо {\displaystyle {\sqrt {I}}={\mathfrak {p}}}. Ідеал I є {\displaystyle {\mathfrak {p}}}-примарним якщо {\displaystyle {\mathfrak {p}}} є максимальним. За допомогою цього можна отримати локальний критерій: простий ідеал {\displaystyle {\mathfrak {p}}} є мінімальним простим над I якщо і тільки якщо {\displaystyle IR_{\mathfrak {p}}} є {\displaystyle {\mathfrak {p}}R_{\mathfrak {p}}}-примарним ідеалом. Якщо R є нетеровим кільцем, {\displaystyle {\mathfrak {p}}} є мінімальним простим над I якщо і тільки якщо {\displaystyle R_{\mathfrak {p}}/IR_{\mathfrak {p}}} є кільцем Артіна. Прообраз {\displaystyle IR_{\mathfrak {p}}} при гомоморфізмі {\displaystyle R\to R_{\mathfrak {p}}} є примарним ідеалом кільця {\displaystyle R} який називається {\displaystyle {\mathfrak {p}}}-примарною компонентою ідеалу I.